# Karry Wang
Wang Junkai (en chino, 王俊凯; pinyin, Wáng Jùnkǎi) (Chongqing, China, 21 de septiembre de 1999), más conocido como Karry Wang, es un cantante, modelo, compositor y actor chino.

## Biografía
Estudió en el Chongqing No.8 Secondary School. Desde 2017, se entrena en la Academia de Cine de Pekín (en inglés: "Beijing Film Academy"). 

### Carrera
En 2015, obtuvo el título del Récord Mundial Guinness por tener "la publicación de Weibo con más publicaciones".  El 21 de febrero del mismo año, apareció por primera vez como invitado en el programa Happy Camp durante el episodio "Li Yifeng and Tiffany VS TFBoys" junto al actor Li Yifeng y sus compañeros de TFBOYS: Jackson Yee y Roy Wang. Poco después el 28 de marzo del mismo año volvió a aparecer en el programa junto a TFBOYS. El 29 de julio de 2017, realizó su tercera aparición en el programa con Ma Sichun, Zhou Dongyu, Dou Jingtong y Mark Chao. Posteriormente el 5 de agosto apareció junto a TFBOYS, Li Yuchun, YIF, MCTianyou, Tang Guoqiang, Liu Haoran, Guan Xiaotong, Zeng Shunxi y Phoenix Legend y poco después el 12 de agosto nuevamente con TFBOYS, Zhang Zifeng, Tang Yuzhe, Li Fei'er, Yang Di, Victoria Song, Chen Ruolin, Qiao Shiyu, Chen Geng y Liu Ye.
En 2016, se unió al elenco secundario de la película The Great Wall donde interpretó al Emperador Song Renzong. Ese mismo año realizó una aparición especial en la serie Noble Aspirations donde dio vida a Lin Jingyu de adolescente. Papel interpretado por el actor y Cheng Yi de adulto. El 29 de diciembre de 2017, se unió al elenco principal de la película Namiya donde interpretó a Xiao Bo. La película es una adaptación de la novela japonesa "Miracles of the Namiya General Store". En agosto de 2018, se unió al elenco del drama de aventura Eagles and Youngster donde dio vida a Zhang Baoqing.
El 9 de febrero del 2020 se unió al elenco principal de la serie Guardians of the Ancient Oath (también conocida como "Chinese Bestiary", "The Classic of Mountains and Seas: The Promise Keepers" (山海经之上古密约), y/0 "The Promise Keepers") donde dio vida a Baili Haohe, hasta el final de la serie el 18 de marzo del mismo año.

### Música
A finales de 2010, se convirtió en uno de los aprendices de la agencia TF Entertainment, convirtiéndose en el único aprendiz durante ese tiempo. Antes de realizar su debut participó en el miniálbum de TF Family "I Don't Want to Change". Wang ha lanzado varias canciones en línea y ha participado en programas de audición. En particular su interpretación de "Onion" (canción original de Aska Yang) recibió mucha atención y fue cubierta por varios medios de comunicación. El 6 de agosto de 2013, oficialmente debutó como uno de los miembros del grupo "TFBOYS" junto a Roy Wang y Jackson Yee. Dentro del grupo tiene la función de ser el líder, rapero y es uno de los vocalistas. 
En 2016, lanzó su primer sencillo en solitario titulado "Ode to a Tree", en donde también participó en la composición. En julio del mismo año lanzó su segundo sencillo en solitario titulado "Memory in Ferris Wheel", como parte de la banda sonora de la webserie Finding Soul, por tres semanas consecutivas la canción alcanzó el primer puesto en el Billboard China V Chart.
En enero de 2017, lanzó su tercer sencillo titulado "Homeward", el cual fue producido por Li Ronghao. El sencillo fue nombrado como una de las 10 mejores canciones durante el Fresh Asia Chart Festival 2017. Ese mismo año como Embajador promocional en China de la película Kingsman: The Golden Circle lanzó el tema "Become a Gentleman". En septiembre del mismo año lanzó su sencillo titulado "Karry On", como parte de las celebraciones por su décimo octavo cumpleaños. También lanzó el tema musical "Train in the Mist" junto a Li Jian para la película Namiya.

## Filmografía

### Películas
| Año  | Título                                  | Personaje     | Notas                                                                                                 |
| ---- | --------------------------------------- | ------------- | --- |
| 2021 | 1921                                    | Deng Enming   | junto a Huang Xuan, Han Dongjun, Zhang Yunlong, Liu Haoran, Shawn Dou y Zu Feng                       |
| 2020 | L.O.R.D: Legend of Ravaging Dynasties 2 | -             | junto a Fan Bingbing, Kris Wu, Chen Xuedong, Lin Yun, Roy Wang, William Chan, Amber Kuo y Jackson Yee |
| 2020 | My People, My Homeland                  | -             | junto a Deng Chao, Dong Zijian, Yang Zi, Li Yifeng, Li Chen, Wang Ziwen, Liu Haoran y Roy Wang        |
| 2019 | Bureau 749                              | -             | junto a Zheng Kai, Vivi Miao, Min Ren, Xin Baiqing y Li Chen                                          |
| 2017 | Namiya                                  | Xiao Bo       | junto a Jackie Chan, Dilraba Dilmurat, Dong Zijian, Lee Hong-chi, Hao Lei y Qin Hao                   |
| 2016 | The Great Wall                          | Emperador     | junto a Matt Damon, Jing Tian, Andy Lau, Willem Dafoe, Pedro Pascal, Lu Han, Kenny Lin y Cheney Chen  |
| 2015 | Mr. Six                                 | -             | junto a Feng Xiaogang, Zhang Hanyu, Xu Qing, Li Yifeng, Kris, Liu Hua, Roy Wang y Jackson Yee         |
| 2015 | Pound of Flesh                          | Grupo Musical | junto a Jean-Claude Van Damme, Darren Shahlavi, Aki Aleong, John Ralston, Roy Wang y Jackson Yee      |

### Series de televisión
| Año  | Título                        | Personaje                   | Notas                          |
| ---- | ----------------------------- | --------------------------- | ------------------------------ |
| 2021 | Faith Makes Great             | Lin Ming                    | historia: "Yuan Fang, Bu Yuan" |
| 2020 | Guardians of the Ancient Oath | Baili Haohe / Murong Yan    | 45 episodios                   |
| 2019 | I Am the Head Teacher         | -                           |                                |
| 2018 | Eagles and Youngster          | Zhang Baoqing               |                                |
| 2017 | Boy Hood                      | Wu Tong                     | 40 episodios                   |
| 2016 | Finding Soul                  | Xia Chang'an / 001          |                                |
| 2016 | Love for Separation           | Li Xiang                    | 3 episodios - (cameo)          |
| 2016 | Noble Aspirations             | Lin Jingyu (de adolescente) | (cameo)                        |

### Programa de variedades
| Año                               | Programa               | Notas                                                          |
| --------------------------------- | ---------------------- | -------------------------------------------------------------- |
| 2020                              | Me To Us               | miembro                                                        |
| 2019                              | Chinese Restaurant S3  | miembro                                                        |
| 2017, 2018, 2019 2015, 2016, 2017 | Happy Camp             | 5 episodios - invitado 8 episodios - invitado - junto a TFBOYS |
| 2018                              | Chinese Restaurant S2  | 12 episodios - miembro                                         |
| 2017 - 2018                       | Give Me Five           | 22 episodios - miembro                                         |
| 2016, 2017                        | Ace vs Ace             | 2 episodios - (ep. #1.07, 2.02) - invitado - junto a TFBOYS    |
| 2015                              | Run for Time: Season 1 | miembro                                                        |
| 2014                              | Day Day Up             | invitado - junto a TFBOYS                                      |

### Revistas / sesiones fotográficas
| Año  | Título                                   | Notas                       |
| ---- | ---------------------------------------- | --------------------------- |
| 2020 | Nylon China                              | (publicación de mayo)       |
| 2020 | Cosmopolitan China                       | (publicación de mayo)       |
| 2020 | Esquire Fine                             |                             |
| 2020 | NY Times Travel China                    | (publicación de febrero)    |
| 2020 | Dior Men 2020 S/S Collection             |                             |
| 2020 | Elle Men China                           | (publicación de enero)      |
| 2020 | ELLE MEN Fresh                           | (publicación de primavera)  |
| 2020 | L’Officiel China                         | (publicación de enero)      |
| 2020 | SuperELLE                                | (publicación de enero)      |
| 2019 | Dior Men Spring 2020 Menswear Collection |                             |
| 2019 | L’Officiel Hommes China                  | (publicación de noviembre)  |
| 2019 | Cosmopolitan China                       | (publicación de octubre)    |
| 2019 | Harper’s Bazaar Men                      | (publicación de septiembre) |
| 2019 | Condé Nast Traveler China                | (publicación de septiembre) |
| 2019 | Esquire China                            | (publicación de junio)      |
| 2019 | Nylon China                              | (publicación de junio)      |

### Embajador / Anuncios
| Año   | Marca                  | Notas                           |
| ----- | ---------------------- | ------------------------------- |
| 2020- | Lexus                  | Portavoz                        |
| 2020  | Strive Gum             |                                 |
| 2019- | Dior                   | Embajador en la Región de China |
| 2019- | OPPO Reno3 Pro Pantone |                                 |

### Eventos
| Año  | Título                                                                  | Notas                                                       |
| ---- | ----------------------------------------------------------------------- | ----------------------------------------------------------- |
| 2021 | 2020 Weibo Night                                                        |                                                             |
| 2020 | Nice to Meet Poetry                                                     | (Special Spring Poetry Livestream)                          |
| 2020 | CCTV Spring Festival Gala 2020                                          | junto a TFBOYS                                              |
| 2020 | 2019 Weibo Awards Ceremony                                              | junto a TFBOYS                                              |
| 2020 | China Federation of Literary and Art Circles’ 2020 Spring Festival Gala |                                                             |
| 2019 | 2019-2020 New Year’s Countdown Gala                                     | junto a TFBOYS - (Hunan TV New Year Countdown Concert 2020) |
| 2019 | Esquire China’s 16th Man At His Best Award                              |                                                             |
| 2019 | 2019 Tencent Music Entertainment Awards                                 | junto a TFBOYS                                              |
| 2019 | 2019 iQiYi Scream Night                                                 | junto a TFBOYS                                              |
| 2019 | 70th Anniversary of the PRC Film Recommendation Gala                    |                                                             |

## Discografía

### Singles
| Año  | Título                                                    | Posición en la Tabla | Posición en la Tabla  | Álbum                                              | Notas              |
| Año  | Título                                                    | CHN Baidu Chart      | CHN Billboard V Chart | Álbum                                              | Notas              |
| ---- | --------------------------------------------------------- | -------------------- | --------------------- | -------------------------------------------------- | ------------------ |
| 2018 | "At The Free-Flowing Stream in Zhu Xian" (我在诛仙逍遥涧) | —                    | —                     | Tema musical para "Zhu Xian"                       | (juego de celular) |
| 2018 | "Fulfill Our Generation's Dream" (圓夢一代)               | —                    | —                     | —                                                  | —                  |
| 2018 | "You're Mine" (我的)                                      | —                    | —                     | —                                                  | —                  |
| 2018 | "Awake" (醒着)                                            | —                    | —                     | —                                                  | —                  |
| 2017 | "Homeward" (小棉袄)                                       | —                    | —                     | —                                                  | —                  |
| 2017 | Imperfect Child (不完美小孩)                              | —                    | —                     | —                                                  | —                  |
| 2017 | "Karry On" (焕蓝·未来)                                    | —                    | —                     | —                                                  | —                  |
| 2017 | "Become a Gentleman" (冷暖)                               | —                    | —                     | Canción promocional de Kingsman: The Golden Circle | —                  |
| 2017 | "Train in the Mist" (雾中列车)                            | —                    | —                     | OST de Namiya                                      | —                  |
| 2016 | "Young (样)"                                              | —                    | —                     | —                                                  | —                  |
| 2016 | "Memory in Ferris Wheel" (摩天轮的思念)                   | —                    | —                     | OST de Finding Soul                                | —                  |
| 2016 | "Ode to A Tree" (树读)                                    | —                    | —                     | —                                                  | —                  |

### Colaboraciones

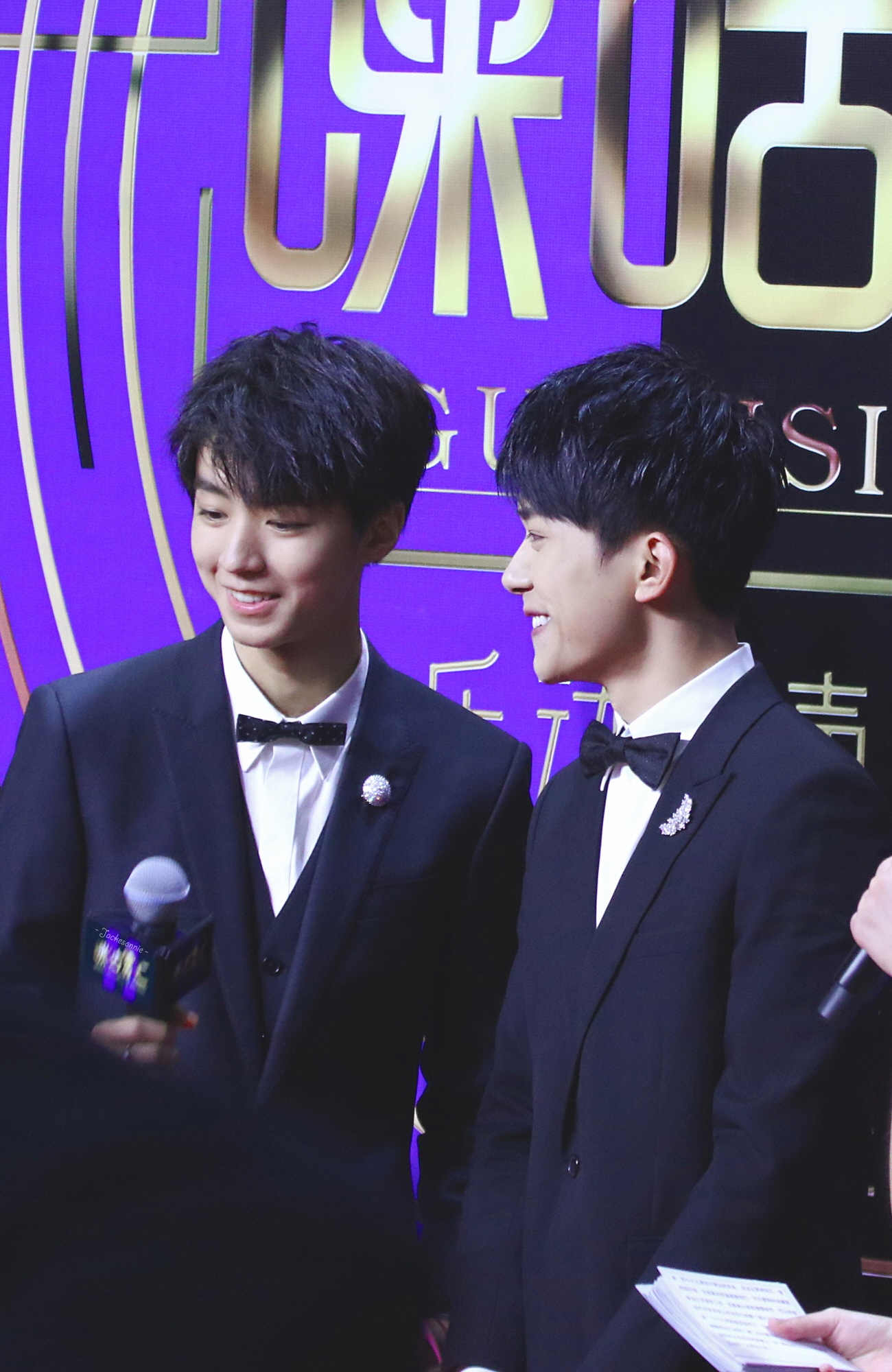
Karry Wang junto a Jackson Yee en diciembre del 2017.

| Año  | Canción                    | Álbum                 | Notas |
| ---- | -------------------------- | --------------------- | ----- |
| 2017 | "Proud Youth" (骄傲的少年) | OST de "Give Me Five" |       |
| 2017 | "China's Dream" (中国梦)   | -                     |       |

### Conciertos
| Año  | Título                                                  | Notas                          |
| ---- | ------------------------------------------------------- | ------------------------------ |
| 2019 | Karry’s Dream Concert (无边界 Borderless)               | en Bejing                      |
| 2019 | 6th Anniversary Concert - "Confession (告白) The Fever" | junto a Jackson Yee y Roy Wang |

### Otras canciones
| Año  | Título                  | Lugar                                                     | Notas                                                                                            |
| ---- | ----------------------- | --------------------------------------------------------- | ------------------------------------------------------------------------------------------------ |
| 2020 | Our Hearts Are Together | Lanzado por China Federation of Literary & Art Circles    | (Canción y mensajes para apoyar a quienes luchan contra el coronavirus) - junto a otros artistas |
| 2020 | Manual of Youth         | Canción durante los "2019 Weibo Awards Ceremony"          | (versión acústica) - junto a TFBOYS                                                              |
| 2020 | Adore                   | Canción durante los "2019 Weibo Awards Ceremony"          | junto a TFBOYS                                                                                   |
| 2020 | Confession              | Canción durante los "2019 Weibo Awards Ceremony"          | junto a TFBOYS                                                                                   |
| 2019 | Starry Oceans           | -                                                         | junto a Jackson Yee, Zhou Dongyu y Arthur Chen                                                   |
| 2019 | My Friend               | Interpretación en los "Tencent Music Entertainment Award" | junto a Jackson Yee y Roy Wang                                                                   |
| 2019 | The First Confession    | Interpretación en los "Tencent Music Entertainment Award" | junto a Jackson Yee y Roy Wang                                                                   |

## Embajador
En el 2017 fue nombrado como Embajador promocional chino de la película Kingsman: The Golden Circle.
En diciembre del mismo año fue nombrado Embajador de la marca global Swatch. El mismo mes, se anunció que el Banco Industrial y Comercial de China (ICBC) trabajaría con Visa China y Wang para llevar al público la tarjeta de crédito "Galaxy·Karry Wang".
En 2018 fue seleccionado como uno de los nuevos embajadores de la marca "Dolce & Gabbana" de la región Asia-Pacífico junto la actriz Dilraba Dilmurat.
| Año  | Marca           | Notas                    |
| ---- | --------------- | ------------------------ |
| 2018 | Dolce & Gabbana | junto a Dilraba Dilmurat |
| 2017 | Swatch          |                          |

## Apoyo social
En marzo del mismo año fue seleccionado como uno de los Enviados Especiales de Acción Juvenil para el Día Mundial de la Vida (en inglés: "Special Envoy of Youth Action" for "World Life Day"") junto a Jevon Wang, Junkai Wang y Guan Xiaotong en una campaña conjunta del Programa de las Naciones Unidas para el Medio Ambiente, el Fondo Internacional para el Bienestar de los Animales y la Conservación Natural (en inglés: "United Nations Environment Programme, International Fund for Animal Welfare and The Nature Conservancy").
Durante su cumpleaños número 18, anunció la creación de su propia fundación benéfica "Kindle Blue Fund", cuyo primer proyecto era el de construir una biblioteca para niños que vivían en el parea de la montaña.

## Premios y nominaciones
| Año  | Categoría                                         | Premio                                             | Trabajo           | Resultado |
| ---- | ------------------------------------------------- | -------------------------------------------------- | ----------------- | --------- |
| 2020 | Popular Artist of the Year                        | 2019 Weibo Awards Ceremony                         | -                 | Ganó      |
| 2020 | Weibo 10 Years Influential Group (junto a TFBOYS) | 2019 Weibo Awards Ceremony                         | -                 | Ganaron   |
| 2019 | Group of the Year (junto a TFBOYS)                | 2019 Tencent Music Entertainment Award             | -                 | Ganaron   |
| 2019 | Scream Night Group Award (junto a TFBOYS)         | 2020 iQiYi Scream Night                            | -                 | Ganaron   |
| 2019 | Best New Actor Award                              | 17th Chinese Film Society of Performing Arts Award | Namiya            | Ganó      |
| 2017 | Top Ten Songs                                     | Fresh Asia Chart Festival                          | "Homeward"        | Ganó      |
| 2017 | Top Ten Songs                                     | Fresh Asia Chart Festival                          | "Imperfect Child" | Ganó      |
| 2016 | Top Ten Songs                                     | Fresh Asia Chart Festival                          | "Young"           | Ganó      |